# Théâtre de Chalon-sur-Saône
Le théâtre de Chalon-sur-Saône est un théâtre situé sur le territoire de la commune de Chalon-sur-Saône dans le département français de Saône-et-Loire et la région Bourgogne-Franche-Comté.

## Historique
Inspiré fortement de l'Opéra royal du château de Versailles (inauguré en 1770), le théâtre est dessiné par Émiland Gauthey, ingénieur des états de Bourgogne, qui le propose à la ville en 1769. Il est édifié en 1776 sur un terrain ayant appartenu à l’ordre jésuite et racheté par la commune.
Il fait l'objet d'une inscription au titre des monuments historiques depuis le 13 mars 1995.
En 2023, sa gestion est reprise par le Conservatoire à rayonnement régional de Chalon-sur-Saône.